# Manoir du Clos-de-l'Aître
Le Manoir du Clos-de-l'Aître est un manoir situé à Pressagny-l'Orgueilleux, dans le département de l'Eure en Normandie. L'édifice fait l'objet d'un inventaire au patrimoine culturel réalisé en 1968.

## Localisation
Le manoir de la Garenne se situe sur le territoire de la commune de Pressagny-l'Orgueilleux, rue du Clos-de-l'Aître, près de l'église Saint-Martin.

## Architecture

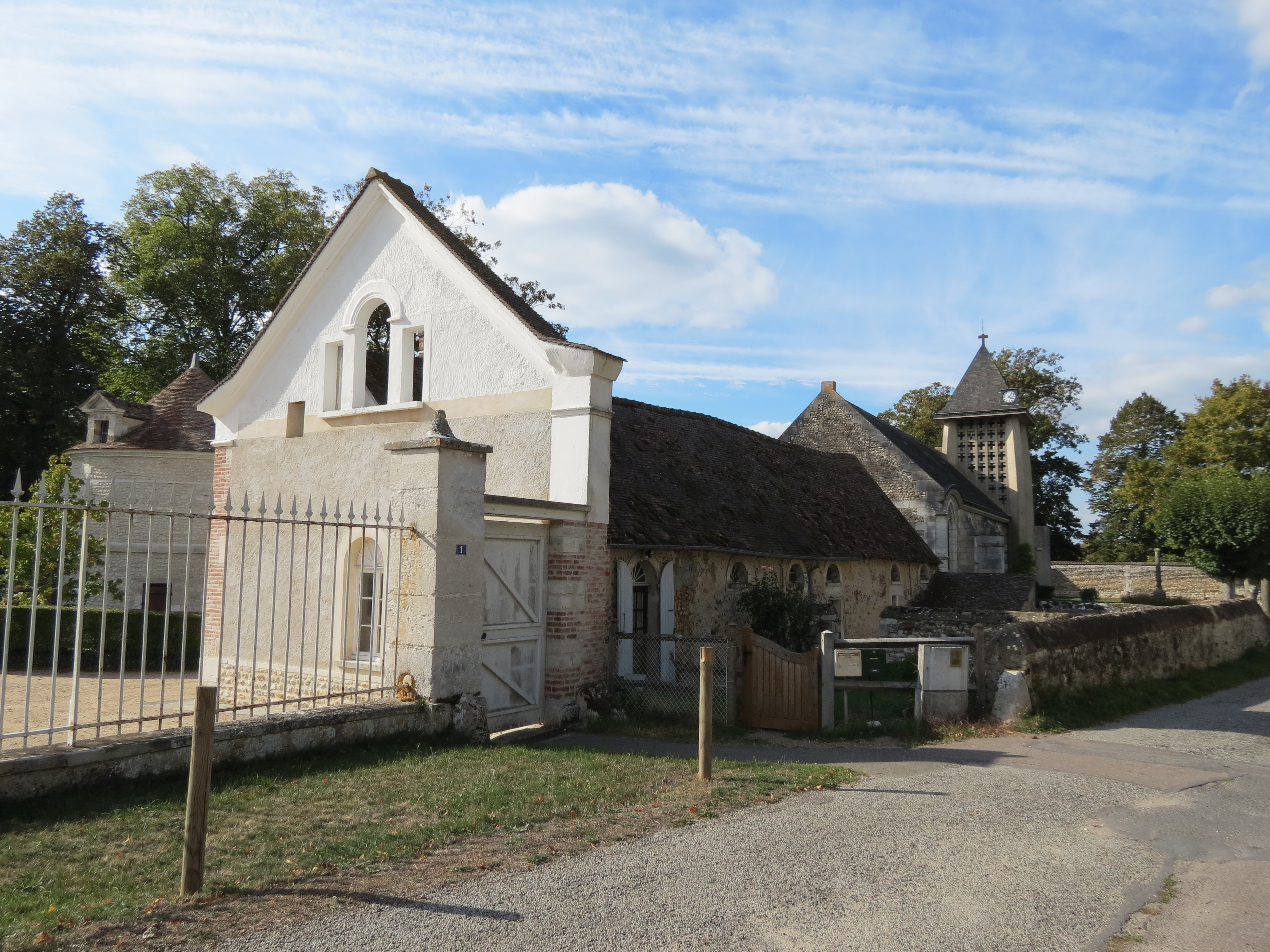
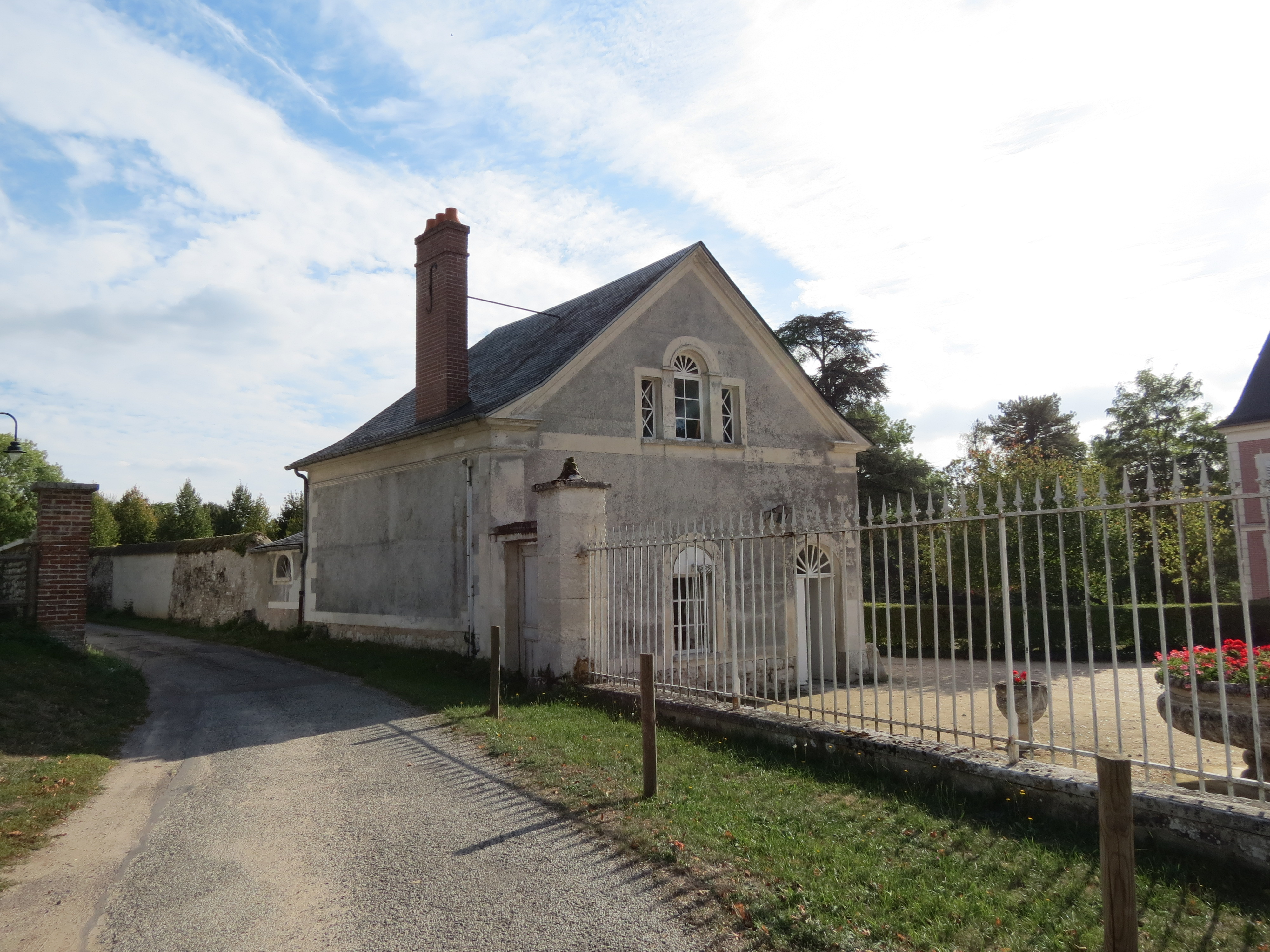